# Kilkieran Bay and Islands SAC
Kilkieran Bay and Islands SAC este o arie protejată (sit de importanță comunitară — SCI) din Irlanda întinsă pe o suprafață de 21.397,86 ha, integral pe uscat.

## Localizare
Centrul sitului Kilkieran Bay and Islands SAC este situat la coordonatele 53°16′51″N 9°43′49″W / 53.280877°N 9.730381°V.

## Înființare
Situl Kilkieran Bay and Islands SAC a fost declarat sit de importanță comunitară în ianuarie 2002 pentru a proteja 1 specie de plante și 6 specii de animale.

## Biodiversitate
Situată în ecoregiunea atlantică, aria protejată conține 9 habitate naturale: Terase mlăștinoase și terase nisipoase neacoperite de apă la reflux, Lagune de coastă, Golfuri mici largi și golfuri puțin adânci, Recifuri, Pășuni atlantice udate de apa mării (Glauco-Puccinellietalia maritimae), Pășuni mediteraneene udate de apa mării (Juncetalia maritimi), Machair (* habitat specific irlandez), Ape stătătoare oligotrofe până la mezotrofe, cu vegetație de Littorelletea uniflorae și/sau de Isoëto-Nanojuncetea, Fânețe de joasă altitudine (Alopecurus pratensis, Sanguisorba officinalis).
La baza desemnării sitului se află mai multe specii protejate:
- plante (1): Najas flexilis
- păsări (4): Branta leucopsis, chiră mică (Sterna albifrons), chiră de baltă (Sterna hirundo), Sterna paradisaea
- mamifere (2): vidră de râu (Lutra lutra), focă obișnuită (Phoca vitulina)

Pe lângă speciile protejate, pe teritoriul sitului au mai fost identificate 5 specii de plante, 32 de specii de nevertebrate.